# Walter Grimmer (Chemiker)
Walter Eugen Grimmer (* 28. Juni 1878 in Böhlen (Sachsen); † 24. September 1944 in Königsberg) war ein deutscher Lebensmittelchemiker und Hochschullehrer.

## Leben und Wirken
Er war der Sohn des Kaufmanns Friedrich Bernhardt Grimmer aus Böhlen bei Leipzig. Nach dem Schulbesuch studierte er Chemie an der Technischen Hochschule Dresden sowie an der Universität Göttingen. Im Jahr 1904 promovierte er zum Dr. phil. und wurde 1913 Privatdozent an der Technischen Hochschule Dresden.
Grimmer war zunächst Assistent an der Milchwirtschaftlichen Anstalt der Landwirtschaftskammer für die Provinz Pommern in Greifswald. 1924 erfolgte seine Berufung zum ordentlichen Professor für Milchwirtschaft an der Universität Königsberg. Dieses Institut erweiterte er erheblich.

## Schriften (Auswahl)
- Zur Kenntnis des Cyclohexanons. 1904.
- Rationelle Milchwirtschaft. Leitfaden zum Gebrauch in landwirtschaftlichen Schulen und für Landwirte. Schaper, Hannover 1913.
- Beiträge zur Kenntnis der Fermente der Milchdrüse und der Milch. Abhandlung zur Erlangung der Lehrberechtigung für Physiologische Chemie und Milchwirtschaft an der Kgl. Sächs. Tierärztlichen Hochschule zu Dresden. Springer, Berlin, Heidelberg 1913.
- Leitfaden der Milchhygiene. Für Land- und Milchwirte, Nahrungsmittelchemiker und Behörden. Keim & Nemnich, München, Leipzig 1922.
- Milchwirtschaftliches Praktikum. Anleitung zur Untersuchung von Milch- und Molkereiprodukten für Nahrungsmittelchemiker, Milch- und Landwirte. Akademische Verlagsgesellschaft, Leipzig 1926.
- (Mitautor): Lehrbuch der Chemie und Physiologie der Milch. 2. Aufl., P. Parey, Berlin 1926.
- Über den Zentrifugenschlamm der Milch. Max Niemeyer, Halle (Saale) 1942.